# Paul Celan

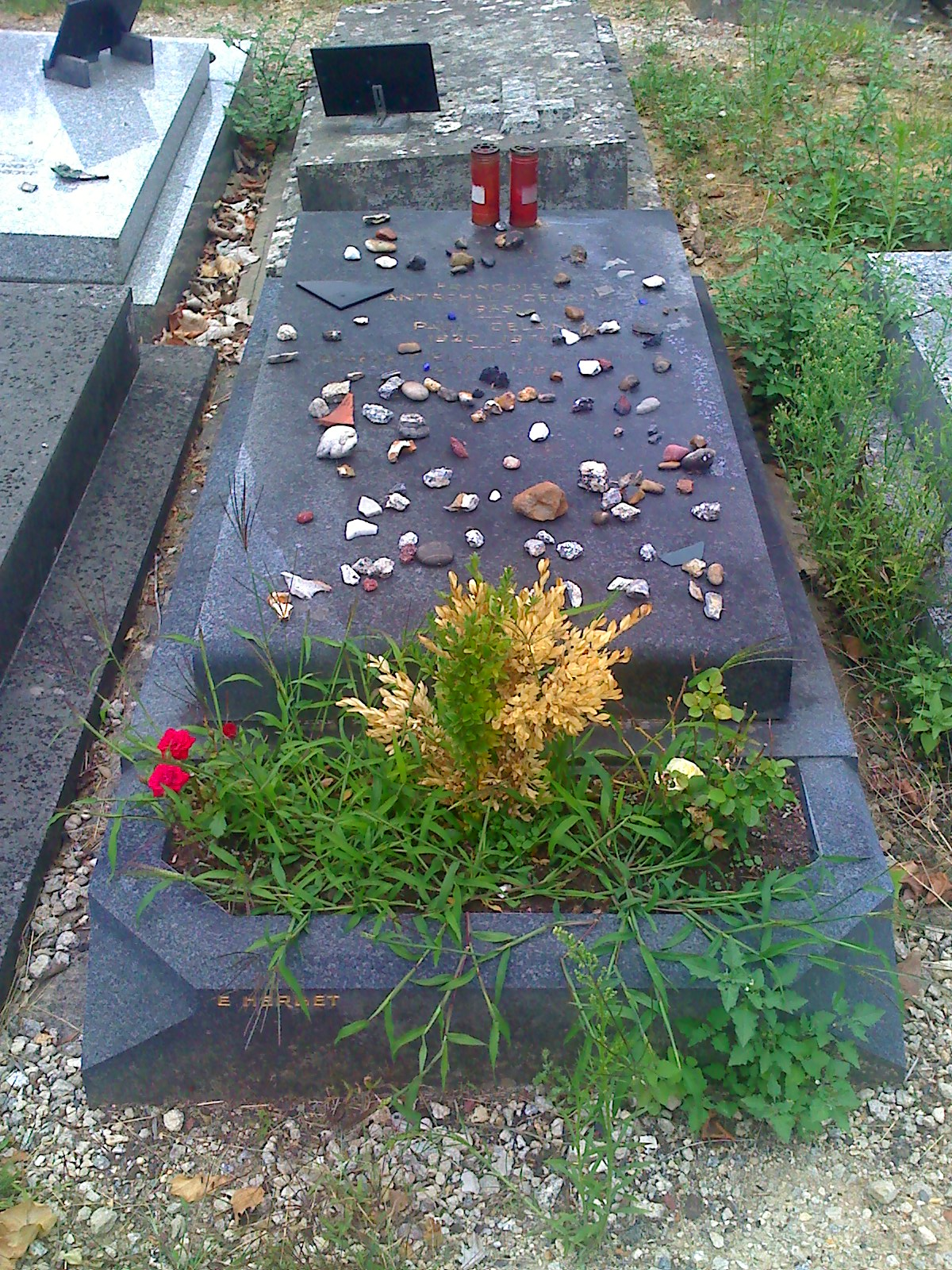
Grób Paula Celana

Paul Celan, właściwie Paul Antschel – Celan to anagram prawdziwego nazwiska zapisanego w języku rumuńskim, Ancel (ur. 23 listopada 1920 w Czerniowcach, wówczas na terenie Rumunii, dziś Ukrainy, zm. 20 kwietnia 1970 w Paryżu) – poeta, reprezentant niemieckojęzycznej poezji lat powojennych.

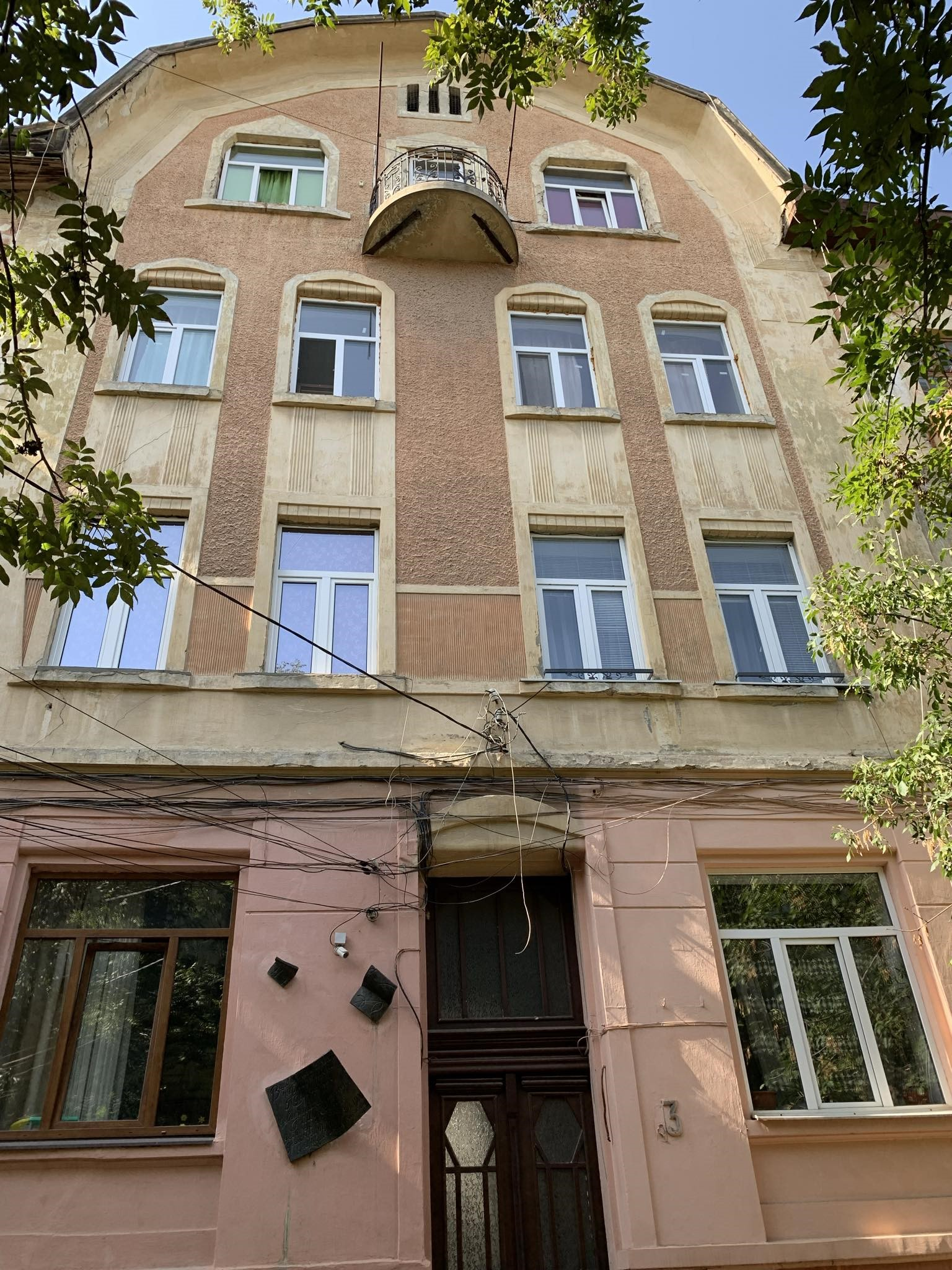
Dom, w którym urodził się Paul Celan w Czerniowcach

## Życiorys
Paul Celan urodził się w Czerniowcach (Cernăuți) na Bukowinie w niemieckojęzycznej rodzinie żydowskiej. Uczęszczał do niemiecko-hebrajskiej szkoły podstawowej i do rumuńskiego gimnazjum, w którym zdał w 1938 roku maturę. W tym samym roku rozpoczął studia medyczne w Tours, ale powrócił w roku 1939 do Czerniowców, aby rozpocząć studia romanistyczne. W 1940 roku Związek Radziecki zajął północną Bukowinę i zarazem Czerniowce, niemniej Celan mógł kontynuować studia. Zajęcie regionu przez wojska rumuńsko-niemieckie w 1941 roku spowodowało przesiedlenie Żydów do gett. Jego rodziców wysiedlono w 1942 roku; ojciec zmarł na tyfus w obozie w Naddniestrzu, matka została zastrzelona.
Od 1942 do 1943 Celana przetrzymywano w różnych rumuńskich obozach pracy, gdzie pracował przymusowo przy budowie dróg. Po ponownym zajęciu Bukowiny (i Czerniowiec) w sierpniu 1944 przez Sowietów poeta wrócił w grudniu 1944 do Czerniowiec i podjął studia. W latach 1945–1947 mieszkał w Bukareszcie, gdzie pracował jako lektor i tłumacz. Potem uciekł z totalitarnej ojczyzny przez Węgry i Wiedeń do Paryża, gdzie osiedlił się w 1948 roku. Jeszcze w tym samym roku ukazał się jego pierwszy ważny tomik wierszy: Der Sand aus den Urnen (Piasek z urn).
W Paryżu w 1951 roku poznał Gisèle de Lestrange, którą poślubił rok później. Także w 1952 roku ukazał się tomik Mohn und Gedächtnis (Mak i pamięć) wraz ze znanym wierszem Todesfuge (Fuga śmierci). W 1955 roku otrzymał francuskie obywatelstwo i urodził mu się syn Eric (jego pierwsze dziecko zmarło wkrótce po porodzie).
W kwietniu 1967 Celan i jego żona zdecydowali się na separację. Paul Celan zmarł w nocy z 19 na 20 kwietnia 1970, prawdopodobnie w wyniku samobójstwa.

## Wyróżnienia
- 1957: Nagroda literacka koła kulturalnego w Związku Przemysłu Niemieckiego
- 1958: Bremeńska Nagroda Literacka
- 1960: Nagroda im. Georga Büchnera
- 1964: Wielka Nagroda Artystyczna Kraju Związkowego Północna Nadrenia-Westfalia

## Dzieła
- Der Sand aus den Urnen, Wiedeń 1948
- Mohn und Gedächtnis, 1952
- Von Schwelle zu Schwelle, 1955
- Sprachgitter, 1959
- Der Meridian, 1961 (mowa z okazji wręczenia nagrody im. Georga Büchnera w 1960 roku)
- Die Niemandsrose, 1963
- Atemwende, 1967
- Fadensonnen, 1968
- Lichtzwang, 1970
- Schneepart (pośmiertnie), 1971
- Zeitgehöft (pośmiertnie), 1976
- Die Gedichte – Kommentierte Gesamtausgabe in einem Band (Wiersze – kompletne wydanie wraz z komentarzem Barbary Wiedemann), Frankfurt nad Menem (Suhrkamp), 2003
- „Mikrolithen sinds, Steinchen”. Paul Celan, Die Prosa aus dem Nachlaß. (wydanie krytyczne opublikowanej pośmiertnie prozy), wybór Barbary Wiedemann i Bertranda Batiou, Frankfurt nad Menem 2005